# Sena Saito
Sena Saito (japanisch 齋藤 聖七 Saito Sena; * 21. November 2000 in Yokohama, Präfektur Kanagawa) ist ein japanischer Fußballspieler.

## Karriere
Sena Saito erlernte das Fußballspielen in der Jugendmannschaft von Shimizu S-Pulse sowie in der Universitätsmannschaft der Ryūtsū-Keizai-Universität. Von Anfang Juli 2022 bis Saisonende wurde er von der Universität an seinen Jugendverein Shimizu S-Pulse ausgeliehen. Der Verein aus Shimizu spielte in der ersten japanischen Liga. Während der Ausleihe kam er in der ersten Liga nicht zum Einsatz. Am Ende der Saison 2022 musste Shimizu den Weg in die zweite Liga antreten. Nach der Ausleihe wurde er von dem Zweitligisten Shimizu fest unter Vertrag genommen. Sein Zweitligadebüt gab Sena Saito am 28. Juni 2023 (21. Spieltag) im Heimspiel gegen Blaublitz Akita. Bei der 0:1-Heimniederlage stand er in der Startelf und wurde nach der Halbzeitpause gegen Kōya Kitagawa ausgewechselt. Am 1. August 2023 wechselte er auf Leihbasis nach Sagamihara zum Drittligisten SC Sagamihara. Hier bestritt er zwölf Ligaspiele. Zu Beginn der Saison 2024 wechselte er ebenfalls auf Leihbasis zum Zweitligisten Thespakusatsu Gunma. Am Ende der Saison 2024 musste er mit dem Verein als Tabellenletzter den Weg in die Drittklassigkeit antreten. Nach der Ausleihe kehrte er im Januar zu S-Pulse zurück.